# Ratolí marsupial vermell
El ratolí marsupial vermell (Dasykaluta rosamondae) és un marsupial carnívor nocturn. Viu a les zones àrides d'Austràlia Occidental. Mesura 9-11 cm de llarg i pesa 20-40 grams. Viu uns tres anys en captivitat.